# Nikolaos Boutzikos
Nikolaos Boutzikos (griechisch Νικόλαος Μπουτζίκος, * 6. September 1989 in Athen, Griechenland) ist ein griechischer Fußballspieler.

## Karriere

### Verein
Nikolaos Boutzikos, der auf der Position des Linken Verteidigers spielt, begann seine Fußballkarriere bei den Jugendakademien von Panathinaikos Athen, wo er bis Ende 2006 blieb. Im Januar 2007 erhielt Boutzikos einen Profivertrag und wechselte in den Kader der Herrenmannschaft. Sein Debüt in der höchsten griechischen Spielklasse gab Boutzikos am 14. Mai 2008 bei einer Begegnung gegen AEK Athen. Nach einem halben Jahr bei Panathinaikos wurde er 2008 für zwei Jahre an AO Kerkyra in die zweite Liga ausgeliehen. Von 2012 bis 2018 war Boutzikos jeweils etwa ein Jahr oder weniger verpflichtet bei Anagennisi Giannitson, Doxa Dramas, Panegialios FC, Olympiakos Volos, Apollon Smyrnis, Agrotikos Asteras und Panachaiki GE. Außer bei Doxa Dramas 2013 schoss er während keiner dieser Karrierestationen ein Tor. 2018 wurde Boutzikos erneut von Olympiakos Volos unter Vertrag genommen und schoss in 36 Ligaeinsätzen zwei Tore. Nach drei Spielzeiten ließ Olympiakos den Vertrag auslaufen. Nach einem Jahr Vereinslosigkeit nahm ihn im Sommer 2022 der Amateurverein Kampaniakos FC unter Vertrag.

### Nationalmannschaft
Von 2007 bis 2008 absolviert Boutzikos acht Partien für die griechischen U-19-Nationalmannschaft und erzielte dabei einen Treffer. Mit der Auswahl nahm er im Juli 2008 an der Europameisterschaft in Tschechien teil und kam dort beim Vorrundenaus zu zwei Einsätzen. 